# CRDA Cant Z.506
Die Cant Z.506 Airone war ein italienisches dreimotoriges Schwimmerflugzeug von Cantieri Aeronautici e Navali Triestini (CANT). Es wurde sowohl in der Rolle eines Aufklärungs- und Seenotrettungsflugzeuges als auch als Passagierflugzeug (insgesamt 363 incl. 1 Prototyp gebaut) verwendet.

## Geschichte
Der Prototyp wurde mit dem Kennzeichen I-CANT und drei Pratt & Whitney R-1690 mit je 700 PS gefertigt. Der Erstflug des Prototyps erfolgte am 19. August 1935. Als Motoren der Z.506 C (C steht für Cyclone oder Civile) dienten zunächst drei Wright R-1820 Cyclone mit 750 PS, später drei Alfa-Romeo-Motoren 126 RC.34 mit gleicher Leistung. Die vierköpfige Besatzung bestand aus zwei Piloten, einem Bordmechaniker und einem Funker. Es konnten 12 bis 16 Passagiere befördert werden. Die Ala Littoria flog das Flugzeug mit 14 Passagiersitzen und einer Toilette. Die Ala Littoria übernahm 1936 fünf Flugzeuge, 1937 zwei Flugzeuge und von 1938 bis 1940 weitere zwölf Z.506. Von diesen gingen bis zum italienischen Kriegseintritt drei durch Unfälle verloren. Ein weiteres Flugzeug wurde 1938 als persönliches Flugzeug an Italo Balbo geliefert. Der Einsatz der Flugzeuge erfolgte auf den Strecken der Ala Littoria im Mittelmeerraum. Die Bomberversion wurde als Z.506 B (Bombardamento) gefertigt und erstmals im spanischen Bürgerkrieg eingesetzt.
Beim italienischen Kriegseintritt wurden die Squadrilia 612a und 614a der Regia Aeronautica mit insgesamt elf Flugzeugen der Ala Littoria ausgerüstet. Sie behielt selbst vier Flugzeuge für den Zivilverkehr. 1941 wurden drei, 1942 dann weitere 13 Z.506 C ausgeliefert, die an die Ala Littoria gingen. Mindestens sieben Flugzeuge gingen bis 1943 durch Feindeinwirkung verloren. Am 24. Juli 1943 wurde die I-DIGO bei Sardinien durch alliierte Flugzeuge abgeschossen, wobei die vierköpfige Besatzung und alle 16 Passagiere ums Leben kamen. Weitere Flugzeuge fielen Unfällen zum Opfer.
Am 31. Juli 1943 waren noch zwölf Z.506 C vorhanden. Bis zum italienischen Waffenstillstand am 3. September 1943 wurde vermutlich eine davon zerstört. Im Oktober 1943 beschlagnahmte die Deutsche Lufthansa zehn Flugzeuge dieses Typs. Die Flugzeuge wurden von der Lufthansa auf Bitten des Seekommandanten Adria mit deutschen Zivilzulassungen auf der Strecke Venedig – Triest – Fiume – Zara eingesetzt. Eines der Flugzeuge wurde Anfang 1944 durch Bomben zerstört, die restlichen neun wurden im April 1944 an die Luftwaffe übergeben. Ein Flugzeug flog nach dem September 1943 bei der Aeronautica Co-Belligerente auf Seiten der Alliierten. Dieses überstand als einziges Zivilflugzeug das Kriegsende und wurde erst in den fünfziger Jahren verschrottet. Die letzte erhaltene Maschine steht im Luftfahrtmuseum Vigna di Valle.

## Technische Daten

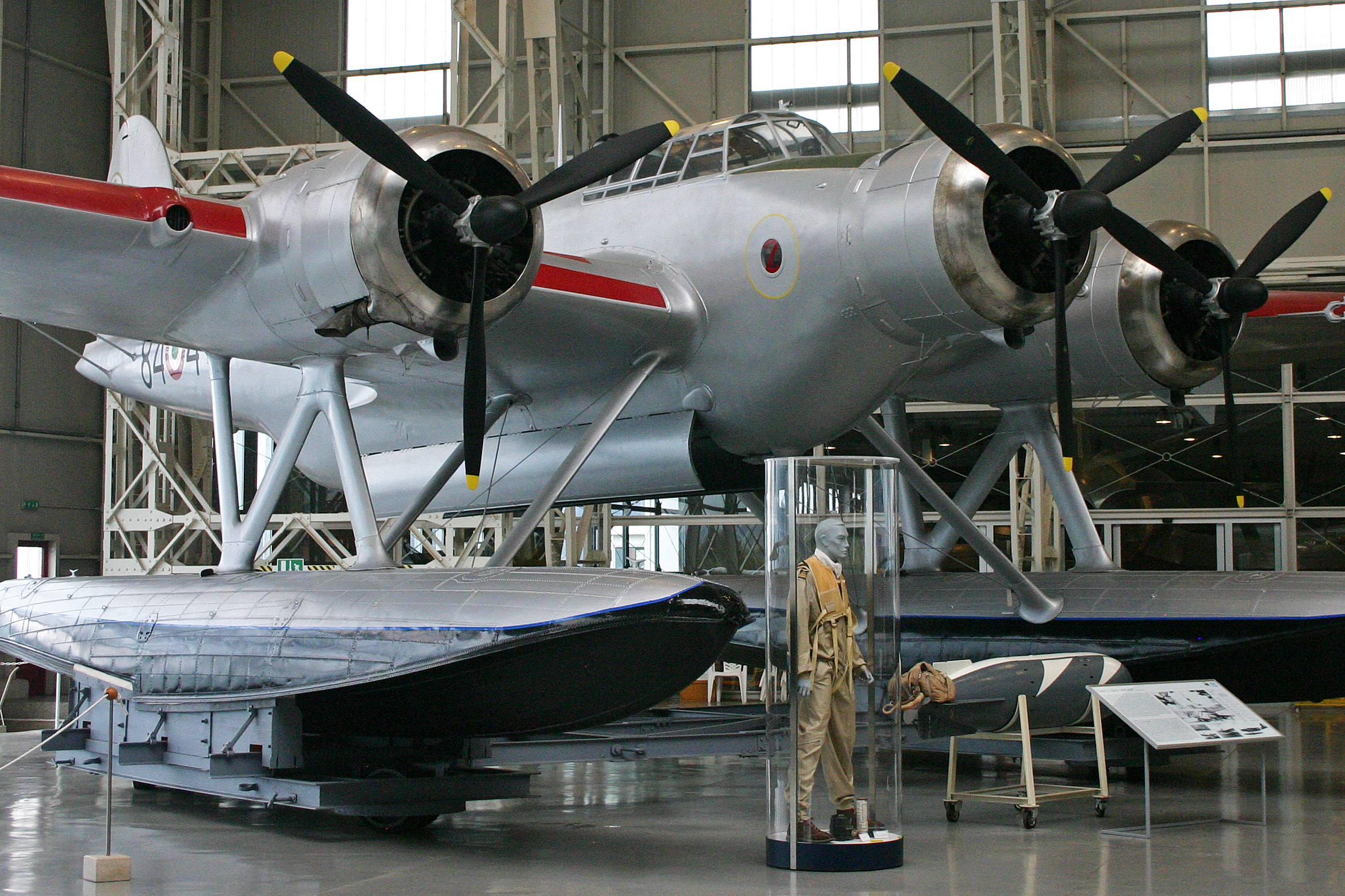
Cant Z.506 im Luftfahrtmuseum Vigna di Valle, 2011

| Kenngröße             | Z.506B                                                        |
| --------------------- | ------------------------------------------------------------- |
| Länge                 | 19,24 m                                                       |
| Spannweite            | 26,50 m                                                       |
| Höhe                  | 7,45 m                                                        |
| Flügelfläche          | 86,26 m²                                                      |
| Flügelstreckung       | 8,1                                                           |
| Leermasse             | 8.750 kg                                                      |
| max. Startmasse       | 12.705 kg                                                     |
| Höchstgeschwindigkeit | 350 km/h                                                      |
| Gipfelhöhe            | 7.000 m                                                       |
| Reichweite            | 2.000 km                                                      |
| Triebwerke            | 3 × Alfa Romeo 126 RC.34                                      |
| Bewaffnung            | 1 × 12,7-mm-MG, 3 × 7,7-mm-MG, bis zu 1.200 kg Bombenzuladung |